# Ревківці
Ре́вківці — село в Україні, в Новоселицькій міській громаді Чернівецького району Чернівецької області.

## Історія
За даними на 1859 рік у власницькому селі Хотинського повіту Бессарабської губернії, мешкала 409 осіб (214 чоловічої статі та 195 — жіночої), налічувалось 72 дворових господарства, існував кордон.
Станом на 1886 рік у власницькому селі Новоселицької волості мешкало 463 особи, налічувалось 112 дворових господарств, існувала православна церква та кордон.
Мешканці села зазнали каральної акції операції «Захід».
З 24 серпня 1991 року село входить до складу незалежної України.
У 2015 році шляхом об'єднання сільських рад, село увійшло до складу Новоселицької міської громади, до цього органом місцевого самоврядування була Слобідська сільська рада.
17 липня 2020 року, в результаті адміністративно-територіальної реформи та ліквідації Новоселицького району, село увійшло до складу Чернівецького району.

## Населення

### Перепис населення Румунії 1930
Національний склад населення за даними перепису 1930 року у Румунії:
| Національність | Кількість осіб | Відсоток |
| -------------- | -------------- | -------- |
| румуни         | 538            | 60,25 %  |
| українці       | 323            | 36,17 %  |
| росіяни        | 30             | 3,36 %   |
| євреї          | 2              | 0,22 %   |

Мовний склад населення за даними перепису 1930 року:
| Мова       | Кількість осіб | Відсоток |
| ---------- | -------------- | -------- |
| українська | 811            | 90,82 %  |
| румунська  | 50             | 5,60 %   |
| російська  | 30             | 3,36 %   |
| їдиш       | 2              | 0,22 %   |

### Мова
Розподіл населення за рідною мовою за даними перепису 2001 року:
| Мова       | Відсоток |
| ---------- | -------- |
| українська | 96,26%   |
| румунська  | 2,50%    |
| російська  | 1,09%    |
| вірменська | 0,15%    |

## Галерея

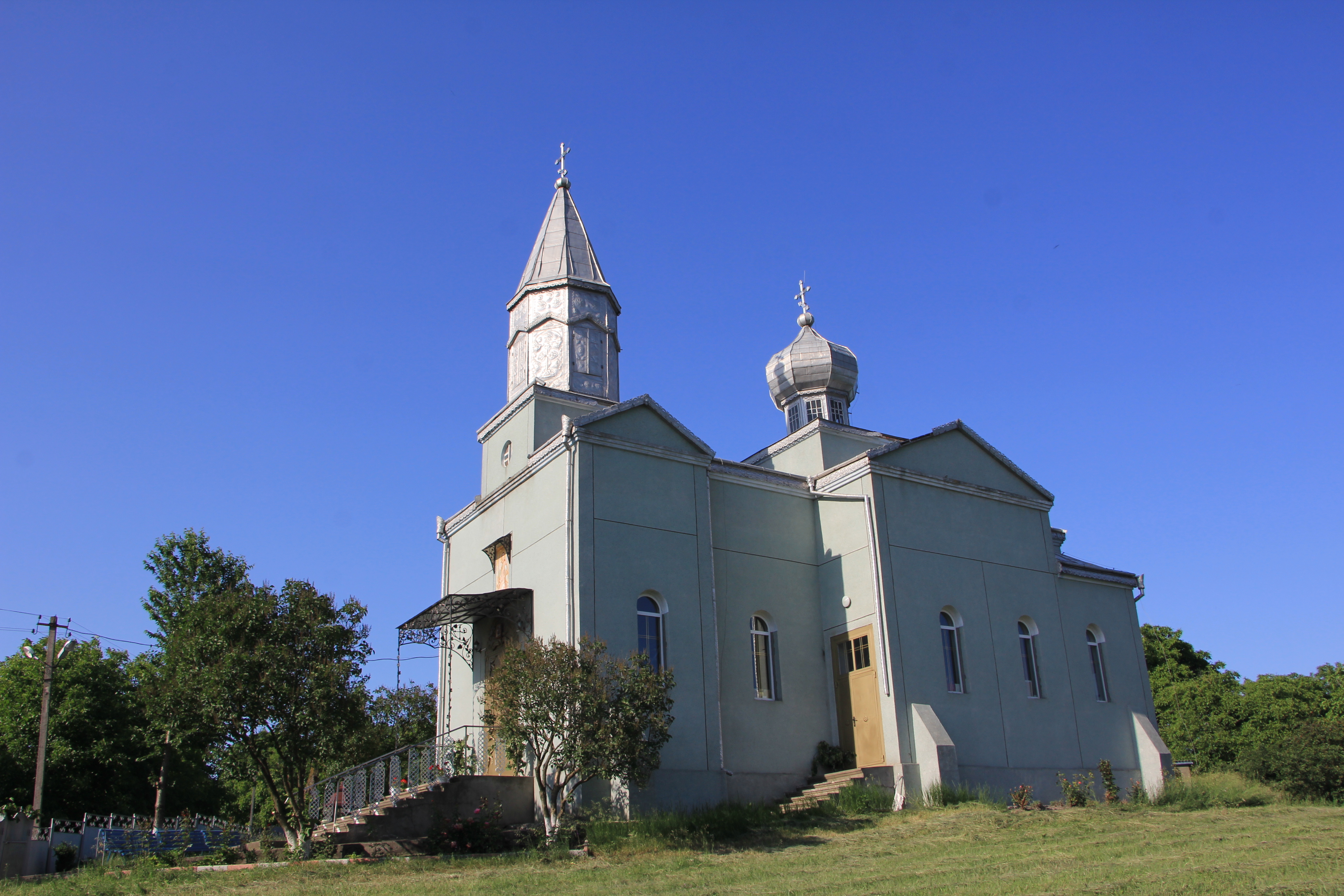
Церква Свв. Арх. Михахаїла і Гавриїла с. Ревківці